# Wereldkampioenschappen schaatsen junioren 2015
De Wereldkampioenschappen schaatsen junioren 2015 vonden van 20 tot en met 22 februari plaats op de onoverdekte ijsbaan Tor Stegny in Warschau. Het was de 44e editie van het WK voor junioren, de tweede editie in Warschau en in totaal de derde editie in Polen.
Naast de allroundtitels voor jongens (44e) en meisjes (43e) en de wereldtitels in de ploegenachtervolging voor landenteams (14e) waren er dit jaar voor de zevende keer wereldtitels op de afstanden te verdienen. De jongens streden voor de titel op de 500, 1000, 1500 en 5000 meter en de meisjes voor de titel op de 500, 1000, 1500 en 3000 meter. Het allroundtoernooi voor de jongens ging niet langer over de klassieke kleine vierkamp (500, 1500, 3000, 5000 meter), maar over een nieuwe vierkamp van 500, 1000, 1500 en 5000 meter. Verder zijn de teamsprint en de massastart over tien ronden als officiële nieuwe onderdelen toegevoegd. Het toernooi telde niet mee voor de wereldbeker junioren.
Aan het toernooi deden schaatsers uit 22 landen mee.

## Programma
| Programma                                                 | Programma                                                                                           | Programma                                                                                       |
| vrijdag 20 februari                                       | zaterdag 21 februari                                                                                | zondag 22 februari                                                                              |
| --------------------------------------------------------- | --------------------------------------------------------------------------------------------------- | ----------------------------------------------------------------------------------------------- |
| 500 m meisjes 500 m jongens 1500 m meisjes 1500 m jongens | 1000 m meisjes 1000 m jongens 3000 m meisjes* 5000 m jongens* Teamsprint meisjes Teamsprint jongens | Ploegenachtervolging meisjes Ploegenachtervolging jongens Massastart meisjes Massastart jongens |

* 3000m meisjes en 5000m jongens met kwartetstart 

## Limiettijden
Om te mogen starten in de wereldkampioenschappen schaatsen junioren 2015 moest de schaatser aan de volgende limiettijden hebben voldaan. Voor deelname aan de massastart, teamsprint en ploegenachtervolging volstaat het hebben gereden van een van de limieten; voor het mogen deelnemen aan het allroundtoernooi moeten alle vier de limieten zijn gereden. Per land kan voor één schaatser een uitzondering worden gemaakt.
| Geslacht | 500m  | 1000m   | 1500m   | 3000m   | 5000m                           |
| -------- | ----- | ------- | ------- | ------- | ------------------------------- |
| Jongens  | 38,50 | 1.16,00 | 1.58,00 | —       | 7.05,00 (of 4.05,00 op de 3 km) |
| Meisjes  | 42,50 | 1.25,00 | 2.12,00 | 4.45,00 | —                               |

## Medaillewinnaars
| Onderdeel     | Goud                                                          | Zilver                                                                       | Brons                                                               |
| ------------- | ------------------------------------------------------------- | ---------------------------------------------------------------------------- | ------------------------------------------------------------------- |
| 500 m         | Kim Jun-ho                                                    | Yang Fan                                                                     | Patrick Roest                                                       |
| 1000 m        | Yang Fan                                                      | Patrick Roest                                                                | Stanislav Palkin                                                    |
| 1500 m        | Patrick Roest                                                 | Kim Min-seok                                                                 | Emery Lehman                                                        |
| 5000 m        | Nils van der Poel                                             | Patrick Roest                                                                | Emery Lehman                                                        |
| Allround      | Patrick Roest                                                 | Kim Min-seok                                                                 | Marcel Bosker                                                       |
| Massastart    | Oh Hyun-min                                                   | Marcel Bosker                                                                | Zhou Bin                                                            |
| Teamsprint    | Team Zuid-Korea Kim Jun-ho Kim Min-seok Yang Seung-yong       | Team Noorwegen Magnus Myrhen Kristensen Bjørn Magnussen Henrik Fagerli Rukke | Team Rusland Danila Bobyr Michail Kazelin Viktor Moesjtakov         |
| Achtervolging | Team Nederland Marcel Bosker Wesly Dijs Patrick Roest         | Team Zuid-Korea Kim Min-seok Oh Hyun-min Park Ki-woong                       | Team Japan Riki Hayashi Seitaro Ichinohe Aoi Yokoyama               |
|               |                                                               |                                                                              |                                                                     |
| 500 m         | Vanessa Bittner                                               | Darja Katsjanova                                                             | Sun Nan                                                             |
| 1000 m        | Vanessa Bittner                                               | Sanneke de Neeling                                                           | Jelizaveta Kazelina                                                 |
| 1500 m        | Melissa Wijfje                                                | Sanneke de Neeling                                                           | Park Ji-woo                                                         |
| 3000 m        | Melissa Wijfje                                                | Sanneke de Neeling                                                           | Jelizaveta Kazelina                                                 |
| Allround      | Melissa Wijfje                                                | Sanneke de Neeling                                                           | Jelizaveta Kazelina                                                 |
| Massastart    | Vanessa Bittner                                               | Park Cho-won                                                                 | Melissa Wijfje                                                      |
| Teamsprint    | Team Zuid-Korea Kim Min-sun Park Cho-won Park Ji-woo          | Team China Lin Xue Shi Xiaoxuan Sun Nan                                      | Team Rusland Darja Katsjanova Jelizaveta Kazelina Anastasia Tsjepil |
| Achtervolging | Team Nederland Sanneke de Neeling Esmee Visser Melissa Wijfje | Team Zuid-Korea Kim Ha-eun Park Cho-won Park Ji-woo                          | Team Japan Nene Sakai Ayano Sato Mizuho Takayama                    |